# Sachie Ishizu
Sachie Ishizu (jap. 石津 幸恵 Ishizu Sachie; * 3. September 1992 in Tokio) ist eine ehemalige japanische Tennisspielerin.

## Karriere
Ishizu, die den Hartplatz bevorzugt, trat 2010 bei den Olympischen Jugend-Sommerspielen in Singapur an und erreichte dort im Doppel an der Seite von Emi Mutaguchi das Viertelfinale.
Bei ITF-Turnieren gewann sie bislang neun Einzel- und einen Doppeltitel. Im Hauptfeld eines WTA-Turniers stand sie erstmals bei den HP Japan Women’s Open Tennis 2010 in Ōsaka, wo sie ihr Erstrundenspiel gegen Samantha Stosur mit 0:6 und 3:6 verlor.
Ihren bislang größten Erfolg auf der WTA Tour feierte sie 2014 in Auckland, als sie nach erfolgreicher Qualifikation sowohl Anett Kontaveit als auch Julia Görges besiegte und das Viertelfinale erreichte.
Ihr bislang letztes internationale Turnier spielte Ishizu im Oktober 2015. Sie wird daher nicht mehr in der Weltrangliste geführt.

## Turniersiege

### Einzel
| Nr. | Datum              | Turnier       | Kategorie   | Belag             | Finalgegnerin      | Ergebnis      |
| --- | ------------------ | ------------- | ----------- | ----------------- | ------------------ | ------------- |
| 1.  | 29. August 2008    | Saitama       | ITF $10.000 | Hartplatz         | Hwang I-hsuan      | 6:2, 6:2      |
| 2.  | 29. August 2009    | Saitama       | ITF $10.000 | Hartplatz         | Shiho Akita        | 6:3, 6:4      |
| 3.  | 27. März 2010      | Kōfu          | ITF $10.000 | Hartplatz         | Akiko Yonemura     | 1:6, 6:1, 6:0 |
| 4.  | 24. April 2010     | Mie           | ITF $10.000 | Teppich           | Yumi Nakano        | 6:0, 6:4      |
| 5.  | 5. Juni 2010       | Komoro        | ITF $10.000 | Sand              | Miyabi Inoue       | 6:0, 6:1      |
| 6.  | 30. April 2011     | Gifu          | ITF $50.000 | Hartplatz         | Emily Webley-Smith | 6:1, 6:3      |
| 7.  | 12. Januar 2013    | Hongkong      | ITF $10.000 | Hartplatz         | Wen Xin            | 2:6, 6:1, 6:3 |
| 8.  | 10. Februar 2013   | Rancho Mirage | ITF $25.000 | Hartplatz         | Julie Coin         | 6:3, 7:63     |
| 9.  | 12. September 2015 | Kyōto         | ITF $10.000 | Hartplatz (Halle) | Yurina Koshino     | 3:6, 6:1, 6:1 |

### Doppel
| Nr. | Datum        | Turnier   | Kategorie   | Belag | Partnerin   | Finalgegnerinnen          | Ergebnis  |
| --- | ------------ | --------- | ----------- | ----- | ----------- | ------------------------- | --------- |
| 1.  | 25. Mai 2013 | Karuizawa | ITF $25.000 | Rasen | Shiho Akita | Miki Miyamura Erika Takao | 7:5, 7:68 |